# Zrakový systém
S tímto článkem také souvisí Zrak
Zrakový systém je soubor orgánů, které zajišťují příjem, přenos a zpracování informace přinášené světelným podnětem v komplex nervových podráždění, jejichž výsledkem je zrakový vjem. Smyslové zrakové ústrojí lze rozdělit na tři základní části:
- část, která odděluje okolní fyzikální svět od receptorů, tedy tkáně nalézající se mezi povrchem těla a vlastními receptory; do této kategorie lze v oku zahrnout rohovku, čočku, komorovou vodu a sklivec,

- vlastní receptory, tj. tyčinky a čípky,

- centrální oddíl senzorického systému, počínaje výstupy z receptorů a konče specifickou korovou oblastí mozku.

Více než 80% informací, které člověk získává z vnějšího prostředí, mu zprostředkovává zrak. Až 60% všech nervových vláken vstupujících do mozku tvoří vlákna výstupních signálů sítnice.

## Části zrakového systému

### Oko
Oko je smyslový orgán, který zprostředkovává příjem informace o vnějším prostředí přenášené světlem a v němž se tato informace upravuje v nervová podráždění a do značné míry i zpracovává. Obě oči člověka jsou symetricky uloženy v lebce v tzv. očnicích.

#### Vývoj oka
Mezi nejdůležitější struktury optického aparátu z hlediska embryologie patří neuroektoderm předního mozku, který dává základ sítnici, nervus opticus a zadní vrstvě rohovky. Akomodační aparát (čočka a epitel rohovky) pochází z povrchového epitelu. Z mezodermu je cévnatá a fibrózní složka oka a buňky neurální lišty tvoří základ pro cévnatku, skléru a endotel rohovky.
Důležité je uvědomit si, že samotný vývoj oka představuje poměrně složitý děj. Sítnice vzniká vychlípením laterální strany předního mozku ještě před uzavřením neurální trubice. Její vývoj je nejrychlejší zpočátku v oblasti očního pólu. Makulární oblast se vyvíjí co nejdříve, ale po 4. měsíci prenatálního období zůstává pozadu a její rozvoj opět nastupuje až po porodu do 4. měsíce. Proto tedy novorozenec nevidí příliš zřetelně a neumí fixovat pozorovaný předmět.

#### Rohovka
Rohovka (lat.: cornea) je přední, průhledná, elastická a nejvíce zakřivená část vnější vazivové vrstvy oka. Má tvar horizontálně uložené elipsy, která se směrem dopředu vyklenuje a zabírá asi 20% povrchu oční koule. Je bezbarvá, zcela průhledná a bez cév.

#### Komorová voda
Komorová voda pomáhá udržet správný tvar oka a láme světlo. Nachází se v dutině mezi duhovkou a rohovkou.

#### Čočka
Jedná se o část oka, díky které se světlo láme, aby mohlo být koncentrované na sítnici. Čočka oka je pružná a díky tomu může měnit své zakřivení - akomodace oka.

#### Sklivec
Rosolovitá část oka, která tvoří 80% jeho obsahu. Jeho funkcí je udržovat tlak v oku a umožňovat průchod světla na sítnici.

### Sítnice
Vnitřní plochu oka pokrývá tenká vrstva, která se nazývá sítnice - retina. Ta obsahuje tyčinky a čípky, které zpracovávají světlo v signály, které poté posílají do mozku. Zvláštností retiny je, že má neinteligentní strukturu. Místo toho, aby světlo dopadalo přímo na fotoreceptory, musí nejprve projít vrstvou nervových buněk.

#### Tyčinky a čípky
Tyčinky a čípky mají podobnou strukturu. Velkou světlocitlivou část vnějšího segmentu, v které probíhají fotochemické reakce a vnitřní segment, které zajišťuje spojení s dalšími buňkami. Při dopadu světla se spustí sekvence chemických reakcí, jejichž výsledný produkt je elektrický signál.
Čípky zajišťují barevné vidění a vidění za světla. Jejich počet se pohybuje okolo 6-7 milionů, což je ve srovnání s tyčinkami velmi malý počet. Na sítnici jsou rozmístěny nerovnoměrně, největší počet jich nalezneme v oblasti makula lutea (žluté skvrny) o průměru 3-5 mm, kde se nachází i místo nejostřejšího vidění fovea centralis o průměru 1,5 mm uprostřed s foveolou, která obsahuje pouze čípky. Z toho vyplývá, že nejvyšší schopnost rozlišovat barvy je ve žluté skvrně a  směrem k okraji sítnice ubývá. Můžeme rozlišit 3 typy čípků:
- L-čípky – čípky s max. citlivostí pro červenou barvu
- M-čípky – čípky s max. absorpcí zelené barvy
- S-čípky - s max. citlivostí v modré oblasti spektra

které jsou zastoupeny v poměru 32:16:1 (nejvíce L a nejméně S).
Počet tyčinek v sítnici je uváděn zhruba v počtu 120 milionů. Slouží především k perifernímu vidění a vidění za šera. Tomu také odpovídá jejich lokace na sítnici, s výjimkou fovea centralis jsou zastoupeny v různé hustotě v celé sítnici.

#### Druhotný fotosenzitivní systém
Steven Lockley (Steven W. Lockley) z Harvardské lékařské fakulty (Harvard Medical School) s řadou svých kolegů z univerzity v USA a ve Velké Británii dokázali, že oko obsahuje ještě jeden fotosenzitivní systém, který řídí cirkadianní systém a je také schopný zprostředkovávat některé vizuální vjemy. Říká se jim fotosenzitivní gangliové buňky sítnice (pRGCs), jsou propojeny s hypotalamem a jsou citlivé na modré světlo.
U pacientů se ztrátou zraku vyvolávalo modré světlo snížení hodnoty melatoninu v těle a dokonce schopnost rozlišit, kdy toto světlo na jedince svítí a kdy ne. Z toho vědci vyvodili, že za akomodací čočky nestojí tyčinky ani čípky, ale právě tento druhotný zrakový systém.

### Nervová dráha
Zrakový nerv nese informaci od oka dále do mozku, kde dochází k optickému křížení (chiasma opticorum). Díky tomuto zkřížení dochází k tomu, že levá část mozku zpracovává informace z pravé části zorného pole a naopak. Poté se informace dále nese zrakovým traktem (tractus opticus) do nucleus geniculatum laterale, nucleus colliculi superioris, hypotalamu a tecta, odkud informace dále putuje přes radiatio optica do zrakového kortexu (V1, Brodmannova area 17). Zvláštností zrakového nervu je, že má na svém povrchu mozkové pleny. Toto je dáno embryonálním původem oka, v němž sítnice je neuroektodermovou výchlipkou mozku.

## Zpracovávání informací
Jakmile dojde informace do zrakového kortexu, zpracovává se zde pomocí retinotopie. To znamená, že odpovídající části vizuálního pole odpovídá určitá část mozku přesně tak, jak jsou po sobě i v tomto vizuálním poli - samozřejmě "vzhůru nohama", díky prvotnímu průniku světla přes čočku, která obraz obrátí.
Z této části mozku vedou dvě dráhy, které dále zpracovávají informace - Magno a Parvo systémy. Každý z těchto systémů má jinou funkci.
Magno systém zajišťuje rychlé rozlišování a postřehování. Odpovídá na otázku "kde" - změny v bezprostředním okolí, rozlišení pohybu a směru pohybu, které souvisí s vývojem vizuálně zaměřené pozornosti a zpracováváním pohybových podnětů. Je napojen na tyčinky, proto není senzitivní na barvy. Zato však je citlivý i při nízké intenzitě světla.
Parvo systém na druhé straně zajišťuje rozlišování objektů v prostoru. Odpovídá na otázku "co" - tvary předmětů a jejich umístění v prostoru. Je napojen na čípky, proto je citlivý na barvy. Ale je pomalejší, než magno systém.